# 江苏省人民政府
江苏省人民政府，是中华人民共和国江苏省的省级国家行政机关。

## 沿革

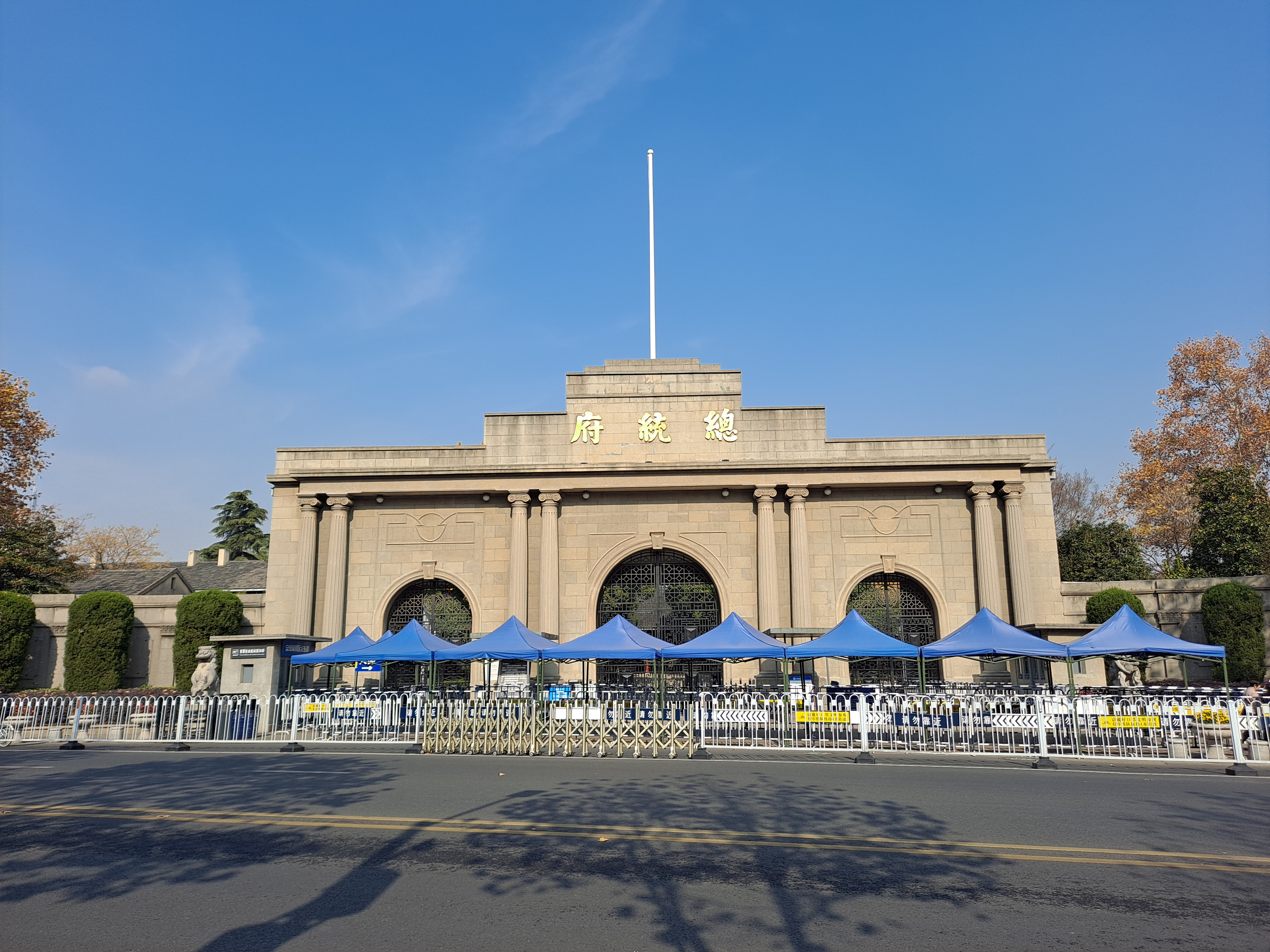
南京总统府，1953年至1980年代，为江苏省人民政府办公地。

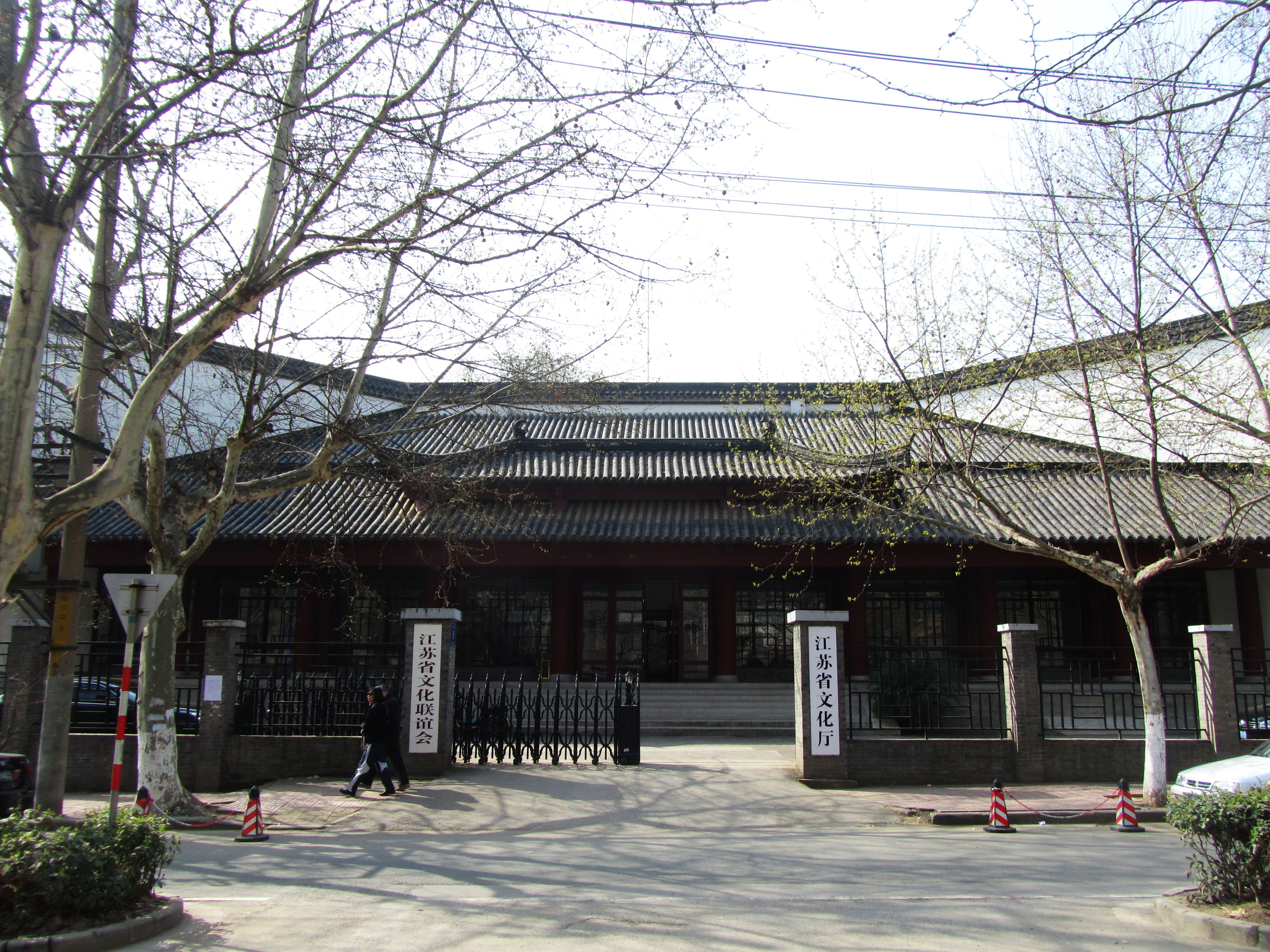
江苏省文化和旅游厅大楼，2013年拍摄。

### 筹建
1949年6月，解放军取得渡江战役胜利，已攻占除嵊泗设治局之外江苏省全境。新政权出于苏北为老解放区，苏南为新解放区的差异，分设苏南行政区、苏北行政区、南京市。
1952年下半年，中共中央为加强省、市级领导责任，调整全国部分省份行政区划。其中，以苏南行政区、苏北行政区、南京市重设江苏省。8月，华东局召开扩大会议，传达中央指示精神，研究并讨论恢复江苏省建制事宜和有关省委、省政府领导人选问题。9月9日，华东局电告华东地区各有关省、市，中央业已批准“将南京市、苏南、苏北合并为江苏省，所有原属江苏省范围之地区全部划归江苏省”，并确定省委书记、副书记和报请中央人民政府委员会通过的省政府主席、副主席人选。电报要求柯庆施、江渭清、萧望东、管文蔚四人即至南京开始筹备，争取在年内合并完毕。华东局指定柯庆施主持江苏合并建省筹备工作。
1952年9月，柯庆施约见苏南区党委负责人管文蔚和苏南区党委秘书长欧阳惠林，商量合并建省工作。根据当时情况，决定由欧阳惠林负责建省的具体事务。省会设在南京。此时，南京城内、中華民國政府遗留的公房，已由二野和南京市级机关接管使用。柯庆施与中共南京市委、南京军区政委唐亮经过协商，决定中共江苏省委和省政府的办公场所。省政府安置于原总统府。
1952年11月15日，中央人民政府委员会第十九次会议通过《关于调整省、区建制的决议》。决议第三条规定，成立江苏省人民政府，撤销苏北、苏南人民行政公署。时属山东省、安徽省，原为江苏省旧辖区的地区，均划回江苏省。江苏省人民政府设于南京市。两个行政公署与南京直辖市的辖区构成新的江苏省境。此次会议，同时任命谭震林为江苏省人民政府主席，柯庆施、管文蔚、冷遹三人为副主席，石西民、史瑞芬等四十五人为委员，开始筹建江苏省人民政府:40—41。

### 成立
1953年1月1日，江苏省人民政府委员会召开第一次委员会议。会上，谭震林宣布江苏省人民政府正式成立:42。会上，谭震林提出6点工作意见：一是继续加强抗美援朝工作；二是继续完成工业改造，加强基本建设；三是加强对农业劳动互助合作运动的领导，开展大生产运动，争取在1952年农业丰收的基础上取得更大的丰收；四是加强民主建政工作，进一步密切政府与人民的联系；五是做好财经工作，增收节支；六是继续贯彻思想改造运动。
因谭震林同时负责华东局和中共浙江省委的领导工作，江苏省人民政府成立后，实际工作由时任中共江苏省委第一书记柯庆施主持。当时，江苏省人民政府下设28个工作机构和直属单位。

### 1955年后
1955年2月，江苏省人民政府改组为江苏省人民委员会，1968年3月，改组为江苏省革命委员会。1979年12月，江苏省革命委员会撤销，复设江苏省人民政府，驻地南京市鼓楼区北京西路68号。

## 职权
根据《中华人民共和国地方各级人民代表大会和地方各级人民政府组织法》第七十三条，县级以上的地方各级人民政府行使下列职权：
1. 执行本级人民代表大会及其常务委员会的决议，以及上级国家行政机关的决定和命令，规定行政措施，发布决定和命令；
2. 领导所属各工作部门和下级人民政府的工作；
3. 改变或者撤销所属各工作部门的不适当的命令、指示和下级人民政府的不适当的决定、命令；
4. 依照法律的规定任免、培训、考核和奖惩国家行政机关工作人员；
5. 编制和执行国民经济和社会发展规划纲要、计划和预算，管理本行政区域内的经济、教育、科学、文化、卫生、体育、城乡建设等事业和生态环境保护、自然资源、财政、民政、社会保障、公安、民族事务、司法行政、人口与计划生育等行政工作；
6. 保护社会主义的全民所有的财产和劳动群众集体所有的财产，保护公民私人所有的合法财产，维护社会秩序，保障公民的人身权利、民主权利和其他权利；
7. 履行国有资产管理职责；
8. 保护各种经济组织的合法权益；
9. 铸牢中华民族共同体意识，促进各民族广泛交往交流交融，保障少数民族的合法权利和利益，保障少数民族保持或者改革自己的风俗习惯的自由，帮助本行政区域内的民族自治地方依照宪法和法律实行区域自治，帮助各少数民族发展政治、经济和文化的建设事业；
10. 保障宪法和法律赋予妇女的男女平等、同工同酬和婚姻自由等各项权利；
11. 办理上级国家行政机关交办的其他事项。

## 机构设置
根据《江苏省机构改革方案》，除江苏省人民政府办公厅外，江苏省人民政府设置组成部门25个，直属特设机构1个，直属机构12个，部门管理机构6个。
江苏省人民政府设置下列机构：
- 江苏省人民政府办公厅

### 组成部门
- 江苏省发展和改革委员会
- 江苏省教育厅
- 江苏省科学技术厅
- 江苏省工业和信息化厅
- 江苏省民族宗教事务委员会
- 江苏省公安厅
- 江苏省民政厅
- 江苏省司法厅
- 江苏省财政厅
- 江苏省人力资源和社会保障厅
- 江苏省自然资源厅
- 江苏省生态环境厅
- 江苏省住房和城乡建设厅
- 江苏省交通运输厅
- 江苏省水利厅
- 江苏省农业农村厅
- 江苏省商务厅
- 江苏省文化和旅游厅
- 江苏省卫生健康委员会
- 江苏省退役军人事务厅
- 江苏省应急管理厅
- 江苏省审计厅
- 江苏省人民政府外事办公室

（办公厅挂省人民政府参事室牌子；教育厅与省委教育工作委员会合署办公；科学技术厅挂外国专家局牌子；文化和旅游厅挂文物局牌子；卫生健康委员会挂中医药管理局牌子；外事办公室挂省人民政府港澳事务办公室牌子。）

### 直属特设机构
- 江苏省人民政府国有资产监督管理委员会

### 直属机构
- 江苏省数据局
- 江苏省市场监督管理局
- 江苏省广播电视局
- 江苏省体育局
- 江苏省统计局
- 江苏省医疗保障局
- 江苏省信访局
- 江苏省国防动员办公室
- 江苏省机关事务管理局
- 江苏省知识产权局
- 江苏省粮食和物资储备局

（数据局挂政务服务管理办公室牌子；国防动员办公室挂人民防空办公室牌子。）

### 直属事业单位
- 江苏省农业科学院
- 江苏省社会科学院
- 江苏省中国科学院植物研究所
- 江苏省地方志编纂委员会办公室
- 江苏省供销合作总社
- 江苏省产业技术研究院
- 江苏省广播电视总台

（江苏省中国科学院植物研究所挂南京中山植物园牌子。江苏省广播电视总台与江苏省广播电视集团有限公司，一个机构两块牌子。）
直属高等学校
- 南京邮电大学
- 南京林业大学
- 南京信息工程大学
- 南京工业大学
- 南京师范大学
- 南京财经大学
- 南京医科大学
- 南京中医药大学
- 南京审计大学
- 南京体育学院
- 南京艺术学院
- 南京工程学院
- 江苏警官学院
- 江苏第二师范学院
- 南京特殊教育师范学院
- 江苏师范大学
- 徐州医科大学
- 江苏理工学院
- 常州大学
- 苏州大学
- 苏州科技大学
- 常熟理工学院
- 江苏海洋大学
- 南通大学
- 淮阴师范学院
- 淮阴工学院
- 盐城工学院
- 盐城师范学院
- 扬州大学
- 江苏大学
- 江苏科技大学
- 宿迁学院
- 南京工业职业技术大学（副厅级）
- 江苏联合职业技术学院（副厅级）
- 南京交通职业技术学院（副厅级）
- 南京科技职业学院（副厅级）
- 江苏经贸职业技术学院（副厅级）
- 南京信息职业技术学院（副厅级）
- 江苏海事职业技术学院（副厅级）
- 南京铁道职业技术学院（副厅级）
- 江苏城市职业学院（副厅级）
- 南京旅游职业学院（副厅级）
- 江苏卫生健康职业学院（副厅级）
- 江苏信息职业技术学院（副厅级）
- 无锡职业技术学院（副厅级）
- 无锡商业职业技术学院（副厅级）
- 无锡工艺职业技术学院（副厅级）
- 江苏建筑职业技术学院（副厅级）
- 徐州工业职业技术学院（副厅级）
- 江苏安全技术职业学院（副厅级）
- 常州信息职业技术学院（副厅级）
- 常州纺织服装职业技术学院（副厅级）
- 常州工程职业技术学院（副厅级）
- 常州工业职业技术学院（副厅级）
- 常州机电职业技术学院（副厅级）
- 江苏城乡建设职业学院（副厅级）
- 苏州工艺美术职业技术学院（副厅级）
- 苏州农业职业技术学院（副厅级）
- 苏州经贸职业技术学院（副厅级）
- 苏州卫生职业技术学院（副厅级）
- 江苏航运职业技术学院（副厅级）
- 江苏工程职业技术学院（副厅级）
- 江苏商贸职业学院（副厅级）
- 江苏财会职业学院（副厅级）
- 江苏电子信息职业学院（副厅级）
- 江苏食品药品职业技术学院（副厅级）
- 江苏财经职业技术学院（副厅级）
- 江苏护理职业学院（副厅级）
- 盐城工业职业技术学院（副厅级）
- 江苏医药职业学院（副厅级）
- 扬州工业职业技术学院（副厅级）
- 江苏旅游职业学院（副厅级）
- 江苏农林职业技术学院（副厅级）
- 江苏农牧科技职业学院（副厅级）

### 部门管理机构
- 江苏省林业局，由省自然资源厅管理。
- 江苏省药品监督管理局，由省市场监管局管理。
- 江苏省监狱管理局，由省司法厅管理。
- 江苏省能源局，由省发展改革委管理。
- 江苏省国防科学技术工业办公室，由省工业和信息化厅管理。
- 江苏省地质局，由省自然资源厅管理。
- 江苏省乡村振兴局，由省农业农村厅管理。
- 江苏省中医药管理局，由省卫生健康委管理。

### 派出机构
- 长三角生态绿色一体化发展示范区执行委员会（沪苏浙共管）
- 江苏省人民政府驻北京办事处
- 江苏省人民政府驻上海办事处
- 江苏省人民政府驻广州办事处
- 江苏省人民政府驻深圳办事处
- 江苏省人民政府驻广西办事处
- 江苏省人民政府驻西北办事处

（长三角生态绿色一体化发展示范区执行委员会由上海市人民政府、江苏省人民政府、浙江省人民政府共同管理，行使省级项目管理权限。）

### 直接履行出资人职责企业
- 江苏省广播电视集团有限公司
- 江苏凤凰出版传媒集团有限公司
- 江苏新华报业传媒集团有限公司
- 江苏省演艺集团有限公司
- 江苏东恒国际集团有限公司
- 江苏恒实集团有限公司
- 江苏省物资集团总公司
- 江苏方源集团有限公司

（以上企业不列入省国资委监管序列，由省政府直接管理。)

### 管理的社会团体
- 中国国际贸易促进委员会江苏省分会
- 江苏省残疾人联合会

（以上社团由省政府参照公务员单位管理。）

## 历任领导

### 1952年成立
- 任期：1952年11月－1955年2月
- 主席：谭震林[2]:41
- 副主席：柯庆施、管文蔚、冷遹[2]:41
- 委员：石西民、史瑞芬、朱春苑、朱履先、江渭清、吴月波、吴在东、吴贻芳、李明扬、周一峰、邵象伊、金湘、金善宝、俞铭璜、姜圣阶、胡小石、计雨亭、宫维桢、徐敏、张光中、张江树、张敬礼、陈光、陈建晨、陈敏之、陈扬、陆小波、惠浴宇、黄赤波、万众一、廖运泽、刘先胜、刘和赓、刘虎臣、刘国钧、潘菽、邓昊明、郑辟疆、萧望东、钱孙卿、谢克西、关建、严恺、顾复生、饶子健等四十五人[2]:41。

### 江苏省五届人大二次会议以后
- 任期：1979年12月－1983年5月
- 省长：惠浴宇（－1982年辞职） → 韩培信（代）（1982年7月江苏省五届人大常委会第十五次会议决定）
- 副省长：周泽、宫维桢、汪海粟、吴贻芳（女）、汪冰石、金逊、柳林、杨廷宝、李执中、陈克天、洪沛霖（以上11人，1979年12月30日省五届人大二次会议选举产生)

### 江苏省六届人大期间
- 任期：1983年5月－1988年2月
- 省长：顾秀莲（女）
- 副省长：金逊、陈焕友、凌启鸿、杨沂、张绪武、李绶章（以上6人，1983年5月30省六届人大一次会议选举产生）

### 江苏省七届人大期间
- 任期：1988年2月－1993年4月
- 省长：顾秀莲（女）（－1989年4月） → 陈焕友（1989年4月－）
- 副省长：陈焕友（－1989年4月)、凌启鸿、杨沂、张绪武、李绶章、吴锡军（以上6人，1988年2月和1989年4月省七届人大一、二次会议选举产生）

### 江苏省八届人大期间
- 任期：1993年4月－1998年2月
- 省长：陈焕友（1993年4月－1994年9月） → 郑斯林（1995年2月增补）
- 副省长：季允石（常务）、俞兴德、杨晓堂（免）、姜永荣、王荣炳、张怀西（免）（以上6人，1993年4月江苏省人大八届一次会议选举产生）、陈必亭（1995年6月增补）、张连珍（女）（1995年10月增补）、郑斯林（1994年9月－1995年2月）、王珉（1996年12月增补)、金忠青（1997年4月增补）

### 江苏省九届人大期间
- 任期：1998年2月－2003年2月
- 省长：郑斯林（1998年9月辞） → 季允石（代）（1998年9月通过，1999年2月免） → 季允石（1999年2月当选；2002年12月17日免） → 梁保华（代）（2002年12月17日增补）
- 副省长：俞兴德、姜永荣、王荣炳、陈必亭、张连珍（女）、王珉、金忠青、季允石（免）、刘坚（免）、于广洲（2001年10月免）、吴瑞林、张桃林（以上2人，2001年10月增补）

### 江苏省十届人大期间
- 任期：2003年2月－2008年1月
- 省长：梁保华
- 常务副省长：蒋定之 → 赵克志
- 副省长：吴瑞林、张桃林、张卫国、黄莉新（女）、李全林、何权、黄卫（以上8人，2003年2月22日江苏省第十届人民代表大会第一次会议选举产生）

### 江苏省十一届人大期间
- 任期：2008年1月－2013年1月
- 省长：罗志军 → 李学勇
- 常务副省长：赵克志 → 李云峰
- 副省长：史和平、李小敏、何权、张卫国、张桃林、徐鸣、黄莉新（女）

### 江苏省十二届人大期间
- 任期：2013年1月－2018年1月
- 省长：李学勇 → 石泰峰 → 吴政隆
- 常务副省长：李云峰 → 黄莉新
- 副省长：徐鸣、史和平、曹卫星、傅自应、许津荣（女）、毛伟明、缪瑞林、王立科（2013年12月增补－2015年12月）、马秋林（2016年5月增补）、王江（2017年7月增补）

### 江苏省十三届人大期间
- 任期：2018年1月－2023年1月
- 省长：吴政隆（至2021年10月） → 许昆林（2021年10月任）
- 常务副省长：樊金龙（至2021年12月） → 费高云（2021年12月至2023年1月） → 马欣（2023年1月任）
- 副省长：缪瑞林（至2018年11月，因严重违纪违法被调查）、马秋林（至2021年3月）、王江（至2019年12月）、郭元强（至2019年11月）、费高云（至2021年3月）、刘旸（至2022年5月）、陈星莺、赵世勇（2020年1月至2021年5月）、惠建林（2020年2月至2021年12月）、马欣（2020年5月至2023年1月）、齐家滨（2021年3月至2021年9月）、潘贤掌（2021年3月至2021年12月）、胡广杰（2021年5月任）、储永宏（2021年7月至2022年9月）、方伟（2022年7月任）、夏心旻（2023年1月任）
- 秘书长：陈建刚（2018年3月任）

### 江苏省十四届人大期间
- 任期：2023年1月－
- 省长：许昆林
- 常务副省长：马欣
- 副省长：胡广杰（-2024年5月)、夏心旻（-2025年3月）、方伟、李耀光（-2024年11月)、徐缨（-2024年5月)、王晖（-2023年7月）、陈忠伟（2024年7月-）、李忠军（2024年11月-)、马士光（2025年1月-)、胡彬郴（2025年5月-）
- 秘书长：吕德明(-2025年7月)、赵建军(2025年7月-)